# Cassida azurea
Cassida azurea är en skalbaggsart som beskrevs av Fabricius 1801. Cassida azurea ingår i släktet Cassida och familjen bladbaggar. Arten har ej påträffats i Sverige. Inga underarter finns listade i Catalogue of Life.

## Bildgalleri

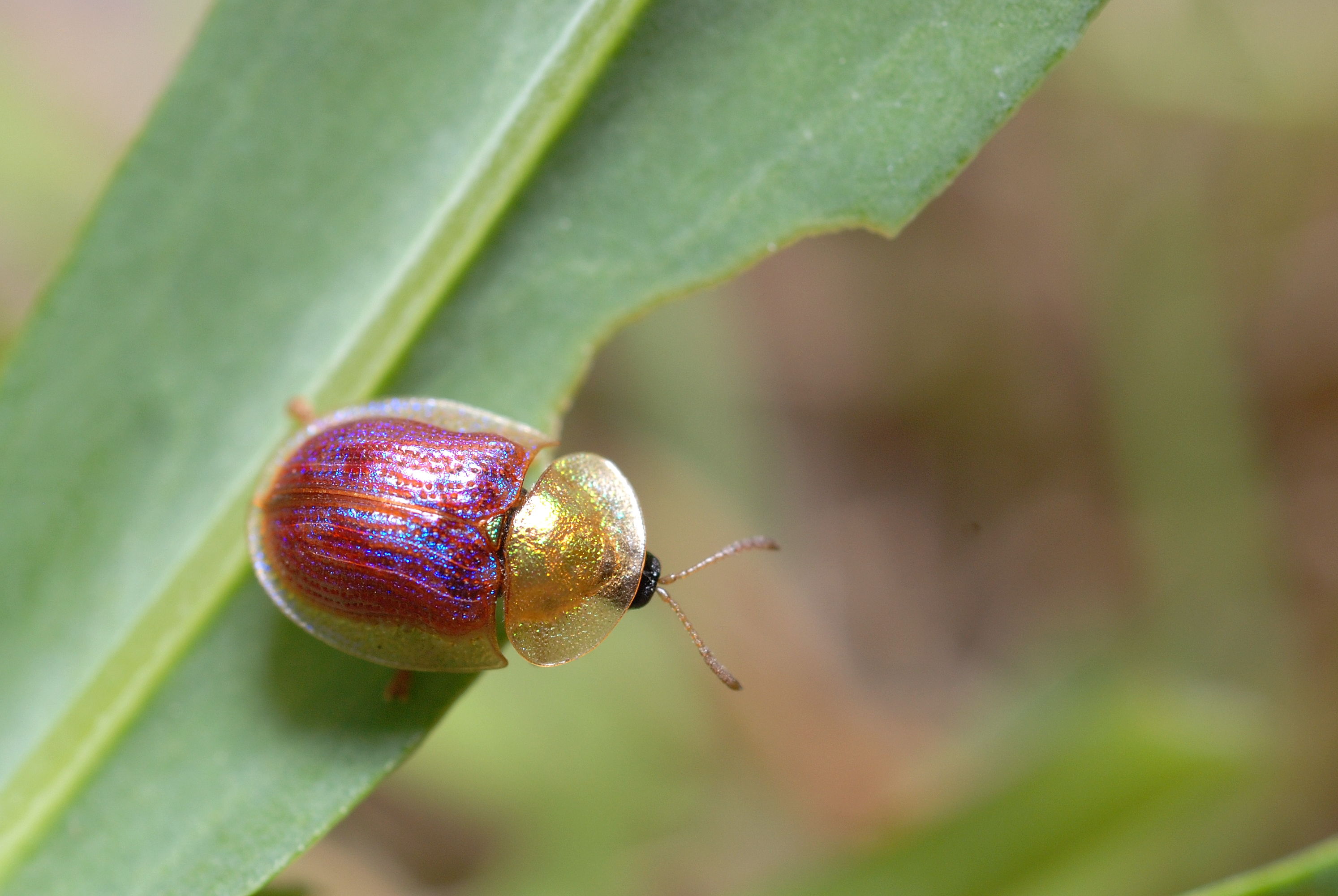